# Gallica

Logo digitální knihovny 'Gallica'

Gallica je digitální knihovna, kterou od roku 1997 provozuje Francouzská národní knihovna. Každoročně je zdigitalizováno přes 100 000 různých historických dokumentů. V prosinci 2012 dosáhl jejich celkový počet dvou miliónů.

## Obsah
Digitalizována a zpřístupňována jsou díla, na která se nevztahují autorská práva – knihy (počínaje prvotisky), obrazové i zvukové záznamy. V databázi bylo na konci roku 2012 na dva milióny zdigitalizovaných dokumentů: přes 400 000 svazků knih a 975 000 svazků novin a časopisů, 550 000 obrazů, 60 000 pohlednic, 31 000 rukopisů, 10 000 partitur a 2400 zvukových záznamů. Dvoumilióntým dokumentem se stal rukopis opery Manon, kterou napsal Jules Massenet v roce 1884 pro pařížské divadlo Opéra-Comique.
Knihy jsou převážně zpřístupňovány jako digitální faksimile a jsou zobrazovány po jednotlivých stranách ve formátu PDF. Mohou být ale také zčásti nebo v celku staženy ve formátu PDF nebo TIFF. Přes 270 000 knih a svazků časopisů (se stoupající tendencí) bylo zpracováno metodou OCR a jejich obsah je tedy možné fulltextově prohledávat.
Gallica slouží jako servisní poskytovatel i pro jiné francouzské digitální knihovny.
Gallica obsahuje nejen ohromné množství knih k francouzským dějinám, ale rovněž i velký počet cizojazyčné literatury, především v angličtině, němčině, italštině a latině.
Většina obsahu se nachází v režimu Deep Web, takže nemůže být vyhledáván Googlem či jinými obdobnými programy.